# Rossio
La Praça D. Pedro IV, meglio conosciuta come Piazza del Rossio o semplicemente Rossio, è il centro nevralgico di Lisbona da sei secoli e si trova sul confine nord del quartiere Baixa. Prende il nome da Pietro IV del Portogallo.
Vi si sono svolte corride, festival e persino autodafé durante l'inquisizione spagnola.
Oggi si assiste a occasionali comizi politici ed i suoi sobri edifici ospitano negozi di souvenir, gioiellerie e bar.
Nella metà del XIX secolo fu piastrellata con mattonelle bianche e nere in modo da creare un andamento ondulante. Questo fu uno dei primi motivi decorativi delle piazze e strade di Lisbona.
Al lato nord della piazza si trova il Teatro Nacional D. Maria II il quale ricevette il nome della figlia di Pietro IV, Maria II.

## Statua di Pietro IV
Al centro della piazza si erge la statua di Pietro IV del Portogallo, primo imperatore del Brasile, alla cui base si notano quattro figure allegoriche rappresentanti le quattro virtù cardinali: la Giustizia, la Sapienza, la Fortezza e la Temperanza, qualità attribuite al Re-soldato.

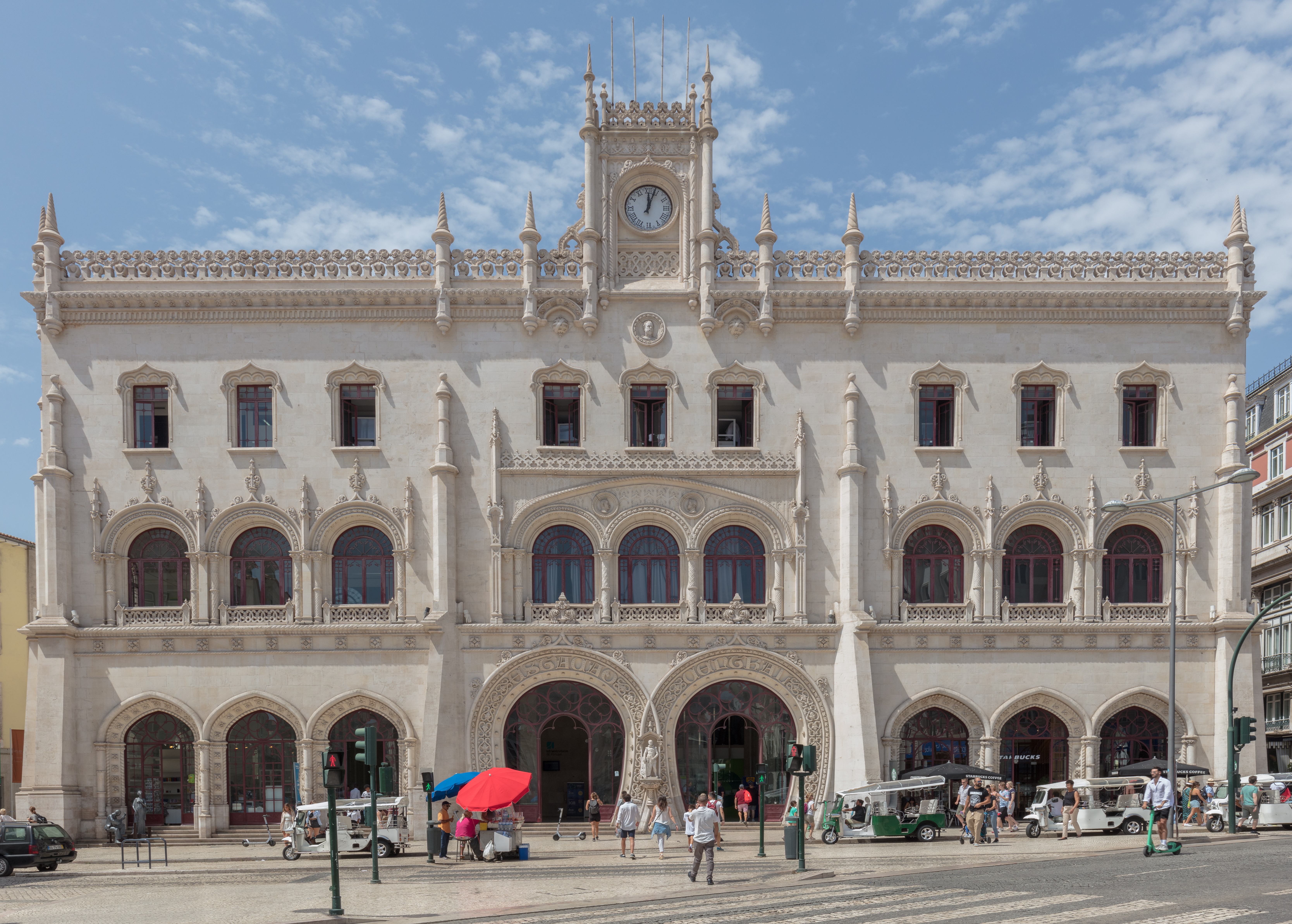
La stazione di Lisbona Rossio

Si creò una leggenda urbana attribuita a tale statua, secondo cui essa fosse stata inizialmente realizzata per l'imperatore Massimiliano I, fucilato poi nel 1867, poco prima che la statua fosse terminata.
Data la somiglianza tra i due imperatori, la statua fu riadattata alla figura del re portoghese e deposta in Piazza del Rossio.
Vari studiosi come José-Augusto França, storico e studioso d'arte, non erano d'accordo con questa teoria visto che la statua presenta chiari segnali che richiamano figure portoghesi: gli scudi nei bottoni, la collana dell'Ordine della Torre e della spada e la Carta Costituzionale.
Recenti scoperte alla base della statua durante opere di restauro confermano che si tratta della figura di Pietro IV.